# Rhynchostegium deplanatum
Rhynchostegium deplanatum là một loài rêu trong họ Brachytheciaceae. Loài này được Bruch & Schimp. ex Sull. Kindb. mô tả khoa học đầu tiên năm 1892.